# Єзерище (станція)
Єзери́ще (біл. Езяры́шча) — прикордонна залізнична станція 5-го класу Вітебського відділення Білоруської залізниці на лінії Єзерище — Вітебськ. Розташована в однойменному смт Городоцького району Вітебської області. Є передатною з Жовтневою залізницею.

## Історія
Станція виникла 1904 року.

## Пасажирське сполучення
По станції здійснюється оборот поїздів регіональних ліній економкласу сполученням Вітебськ — Єзерище.